# Cunila pycnantha
Cunila pycnantha là một loài thực vật có hoa trong họ Hoa môi. Loài này được B.L.Rob. & Greenm. mô tả khoa học đầu tiên năm 1894.